# キジ湖
座標: 北緯51度37分 東経140度29分 / 北緯51.617度 東経140.483度
キジ湖（キジこ、ロシア語: Кизи）はロシア連邦ハバロフスク地方ウリチ地区最大の淡水湖で、アムール川流域の山麓に位置する。大キジ湖Большое Кизиとも呼ばれる。清朝時代は奇集湖と呼ばれていたが、現代中国語では基済湖（基济湖）と表記する。

## 概要
周囲280km（水位による）。水深3～4メートル以内。面積280km²。アムール川右岸付近にあり水路で結ばれる。アイスキー湾（Айский залив）、下キジ（Нижнее Кизи）、上キジ（Верхнее Кизи）といった水域に分かれる。間宮海峡との間は低く（55m）狭い（8.5km）土地で隔てられる。この低地を通る運河が計画中で、これにより狭く危険で長期間氷に閉ざされるアムール河口を通らずに済み、経路も短縮される。

## 歴史
文化六年(1809年)、東韃地方(マンチュリア)を調査するために沿海州を訪れた間宮林蔵はキジ湖を経てアムール川流域に入った。間宮林蔵はキジ湖をキチー湖と記し、湖岸には石崖が多いこと、時には湖水が半減することもあり、その際には現地住民は泥の上を苦労して船を挽いてアムール川を目指すことなどを記録している。